# Illo von Rauch-Wittlich

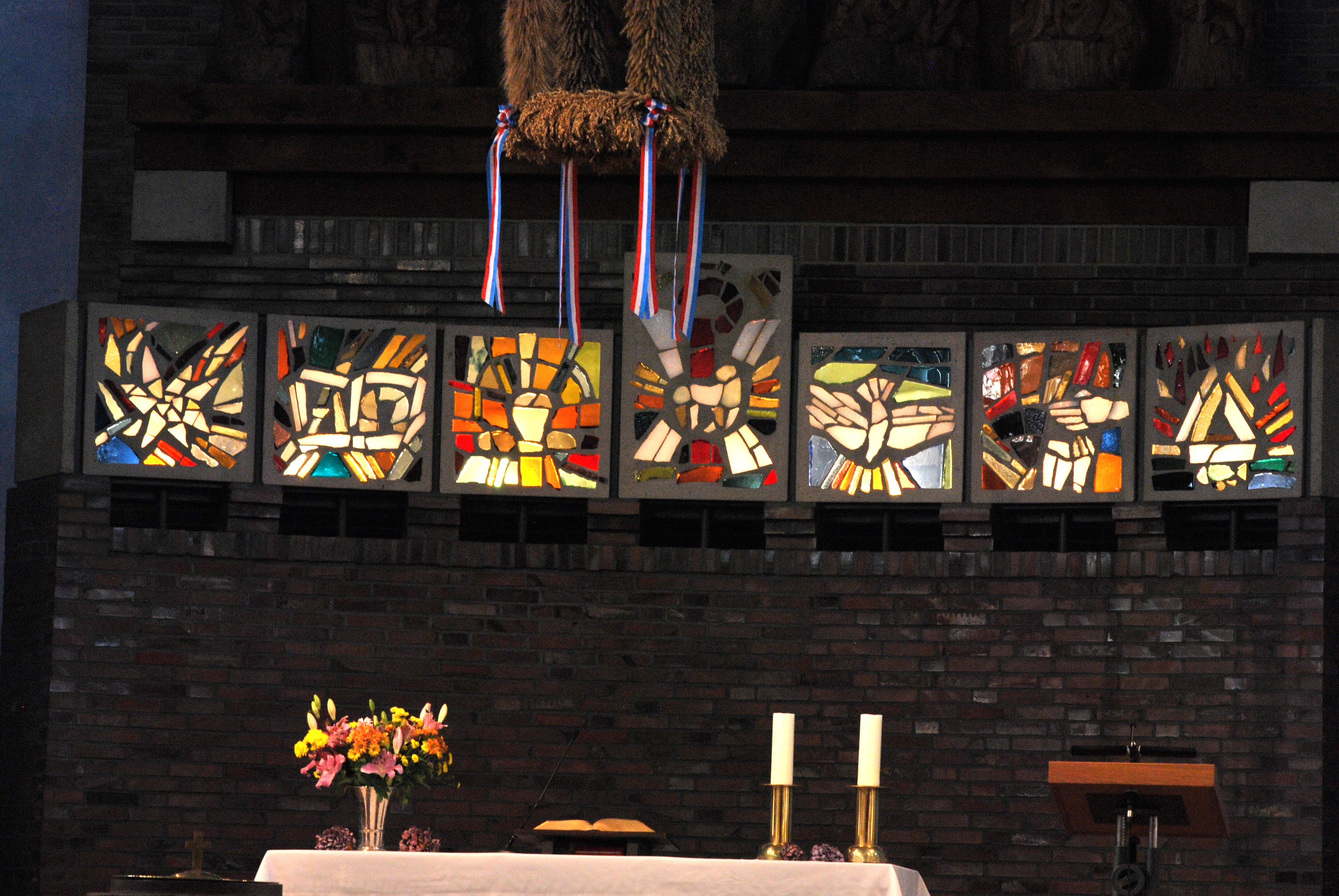
Glasbeton-Skulpturen als Fries unter dem Offenbarungs-Altar der Anscharkirche (Neumünster)

 Illo von Rauch-Wittlich (* 3. September 1935 in Swinemünde als Illo Wittlich; † 19. Oktober 2024 in Berlin) war eine deutsche Malerin und Glasmalerin. Sie gestaltete auch Skulpturen aus Glas und Beton.

## Leben
Illo von Rauch-Wittlich war eins von vier Kindern des Graphologen Bernhard Wittlich aus Reval und dessen Frau Grace geb. Trautmann aus Riga. Die Eltern waren 1927 auf die Insel Wollin umgesiedelt, wo der Vater einen Lehrauftrag an der Baltenschule Misdroy hatte.
1945 floh die Familie nach Schleswig-Holstein und lebte nach 1946 in enger Verbindung zum Carl-Hunnius-Internat in Wyk auf Föhr.
1955 bis 1960 studierte Illo an der Hochschule für bildende Künste in Hamburg freie und angewandte Malerei, Graphik und Mosaiktechnik bei Ortner, Grimm und Garve. Danach arbeitete sie als freischaffende Malerin und Glasmalerin in Hamburg und Kiel. In Berlin arbeitete sie ab 1974 und auch 1968/69. Einzelausstellungen hatte sie in Schleswig, Hamburg und Kiel; außerdem beteiligte sie sich an den Ausstellungen Landesschau schleswig-holsteinischer Künstler in Kiel und weiteren Städten Schleswig-Holsteins.
1966 heiratete sie Georg von Rauch (1947–1971), mit dem sie eine Tochter hatte.

## Werke
Farbintensive Glasmalereien mit vorwiegend religiösen Motiven. Außerdem Tafelbilder mit Figuren, Porträts, Landschaften, Gebäude- und Strandmotiven in Öl und Aquarell. Ebenfalls primär aus der Farbe entwickelte Kompositionen und Zeichnungen, Materialbilder, Buchumschläge und Plakate.

## Fenster und Skulpturen im öffentlichen Raum
- Martin-Luther-Kirche in Achtrup: 12 Altarfenster
- Kirche in Heikendorf: 9 Fenster.
- Kirche St. Maria in Grasleben: 2 Altarfenster.
- Kirche St. Petri (Altona): Dreiteiliges Altarfenster.
- Kirche Simonsberg/Husum: 2 Fenster.
- Kirche des Gemeindezentrums Husum-Nord: Altarfenster.
- Auferstehungskirche in Schleswig: Altarfenster.
- Friedhofskapelle Neukirchen/Holstein: 27 kleine Fenster.
- Friedhofskapelle Eddelak/Dithmarschen: Skulptur.
- Ärztehaus Braunschweig: 6 Fenster.
- Gelehrtenschule Kiel: Skulptur.
- Bauzentrum Esplanade in Hamburg: Skulptur.
- Anschar-Kirche in Neumünster: 7 Skulpturen aus Glasbeton.
- Ev. Kirche Giekau: Auferstehungsfenster, 1993 (als Ergänzung eines älteren Gedenkortes für die Toten des Krieges 1939–45).